# Sántos
Sántos ist eine ungarische Gemeinde im Kreis Kaposvár im Komitat Somogy.

## Geografische Lage
Sántos liegt siebeneinhalb Kilometer östlich des Komitatssitzes und der Kreisstadt Kaposvár am rechten Ufer des Flusses Kapos. Nachbargemeinden sind Szentbalázs, Taszár und Cserénfa.

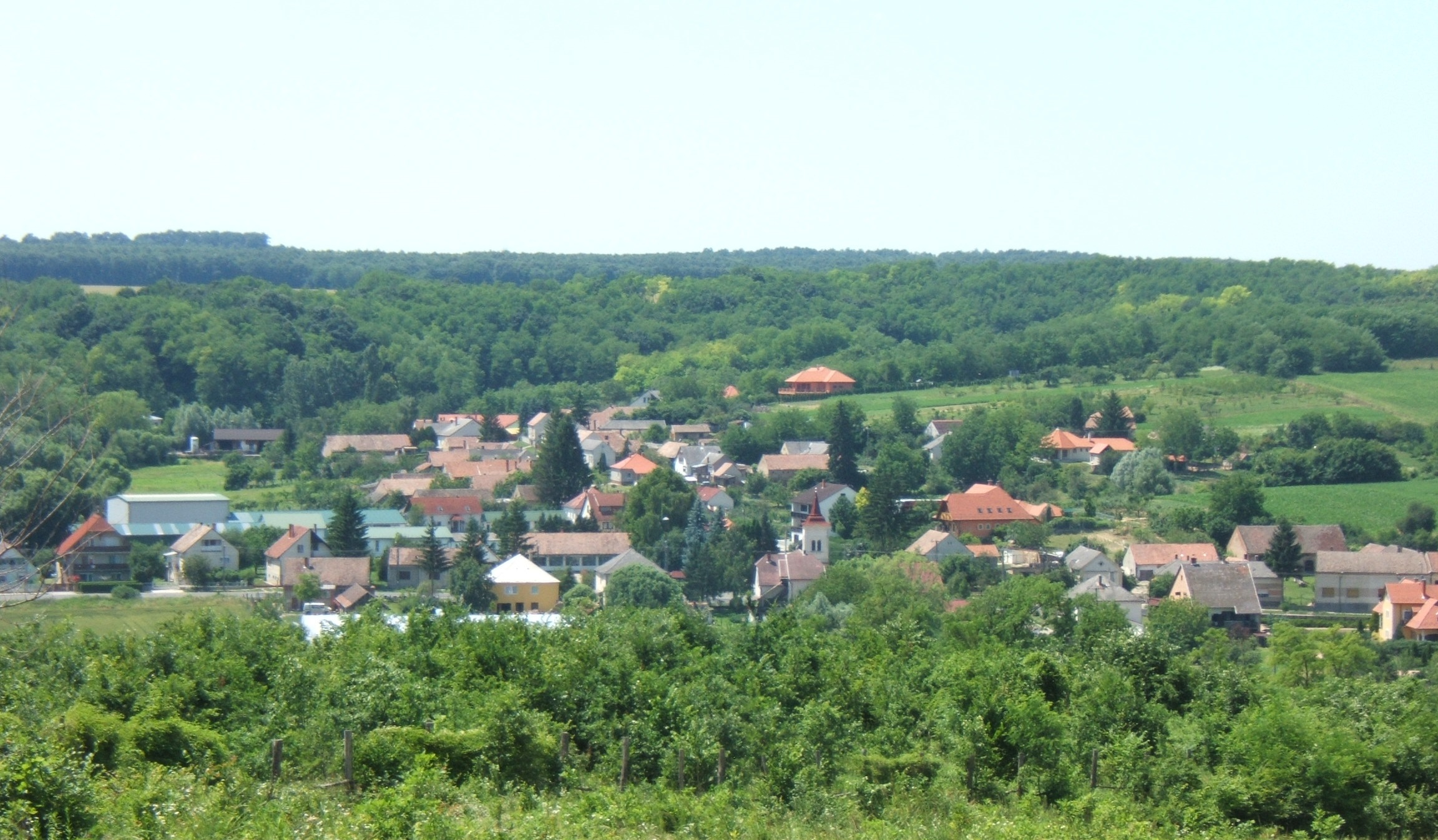
Blick auf Sántos

## Geschichte
Im Jahr 1913 gab es in der damaligen Kleingemeinde 91 Häuser und 581 Einwohner auf einer Fläche von 2934 Katastraljochen. Sie gehörte zu dieser Zeit zum Bezirk Kaposvár im Komitat Somogy.

## Sehenswürdigkeiten
- Römisch-katholische Kirche Szent Vendel

## Verkehr
Durch Sántos verläuft die Hauptstraße Nr. 66. Es bestehen Busverbindungen nach Kaposvár, über Cserénfa, Kaposgyarmat und Hajmás nach Gálosfa sowie über Gödre, Sásd, Magyarszék und Mánfa nach Pécs. Der nächstgelegene Bahnhof befindet sich gut zwei Kilometer nordöstlich in Taszár.